# Arhanghel

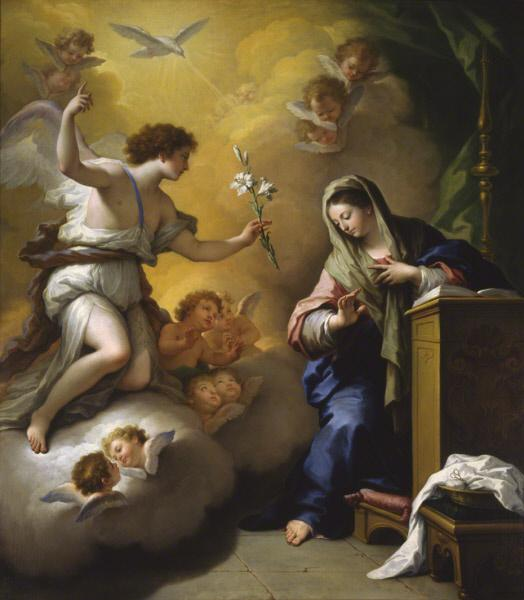
Arhanghelul Gabriel în pictura Buna Vestire de Paolo de Matteis, 1712

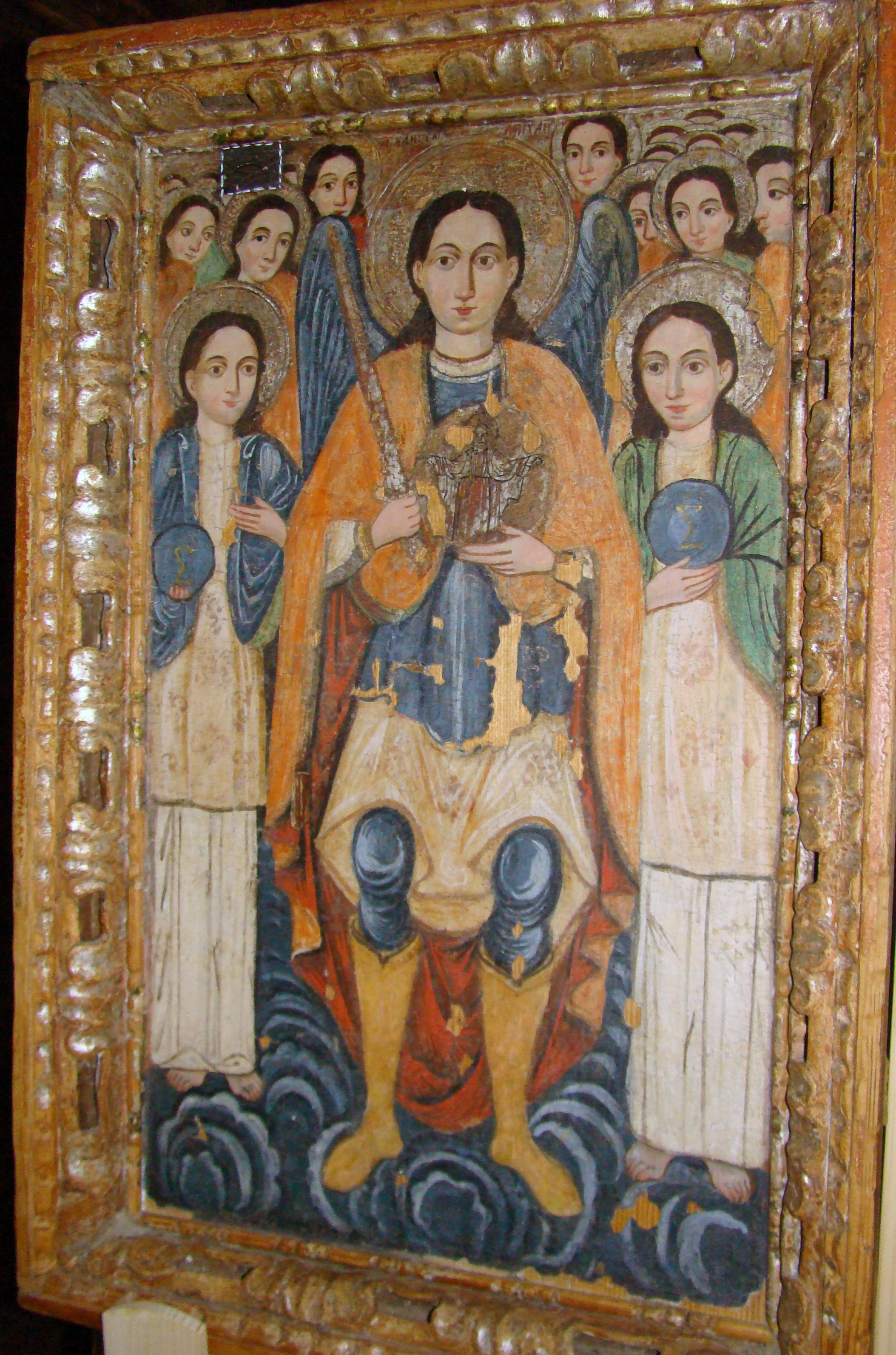
Soborul Sfinților Arhangheli (icoană pe lemn, Maramureș, secolul XVIII)

Termenul arhanghel se referă la un înger mai mare cum ar fi Mihail și Gavril, cunoscuți și ca părinți conducători. Ordinul se poate referi și la îngeri care stau lângă tronul Domnului, astfel fiind îngeri cu un rang mai mare. În timp ce Arhanghel este folosit pentru a defini un înger important, termenul este folosit aici ca penultimul rang în ierarhia celestială. Confuzia vine din modul antic ebraic de a defini îngerii care erau simpli îngeri și arhanghelii. Mai târziu, ierarhia a fost mai bine definită, și multi îngeri, numiți anterior arhangheli au devenit îngeri mult mai importanți. Arhanghelii sunt responsabili nu doar de administrarea sarcinilor îngerilor, dar și de a fi lideri în armata divină în timpul luptelor. Membrii ai acestui ordin: Gabriel, Rafael, Mihail, Metatron, Uriel, Chamuel, Zadkiel, Jophiel, Barbiel, Jehudiel, Barachiel, Jeremiel (depinde de sursă), și mulți alții.